# Guajiranachtschwalbe
Die Guajiranachtschwalbe (Setopagis heterura, Syn.: Caprimulgus parvulus heterurus; Caprimulgus heterurus; Setopagis heterurus) auch Toddnachtschwalbe ist eine Vogelart aus der Familie der Nachtschwalben (Caprimulgidae).
Sie wurde früher als konspezifisch mit der Ecuadornachtschwalbe und bis vor kurzem mit der Zwergnachtschwalbe angesehen, unterscheidet sich jedoch durch die Stimmlaute.
Sie kommt in den Guyanas, in Kolumbien und Venezuela vor.
Ihr Verbreitungsgebiet umfasst Ränder von Laubwald, offene, leicht baumbestandene oder buschige Lebensräume bis 500 m und Galeriewald. Die Art kommt auch in Stadtparks vor.

## Beschreibung

Verbreitungsgebiet (grün) der Guajiranachtschwalbe

Die Guajiranachtschwalbe ist 19–21 cm groß, gräulich gefärbt, wobei erhebliche Farbvariationen möglich sind. Der Schwanz ist kurz, die Flügelspitzen reichen nahezu bis an die Schwanzspitze. Der Scheitel beim Männchen ist grau, die Kehle weiß, beim Weibchen gelbbraun. Im Flug sind helle bis weiße schmale Flügelbinden zu sehen.

## Stimme
Der Ruf des Männchens wird als gleichmäßiges, in kurzen Abständen wiederholtes pik-you, gobble-gobble-gobble oder als aus zwei Tönen bestehendes pip-pip beschrieben.

## Lebensweise
Die Nahrung besteht aus Insekten, die vom Boden oder einem niedrigen Ansitzast auffliegend erbeutet werden.
Die Brutzeit liegt – soweit bekannt – in Kolumbien ab Ende Oktober.

## Gefährdungssituation
Die Guajiranachtschwalbe gilt als „nicht gefährdet“ (least concern).